# Koninklijke Fanfare "St. Caecilia", Leest
De Koninklijke Fanfare "St. Caecilia", Leest is een fanfareorkest uit Leest (Mechelen), nu deelgemeente van de stad Mechelen, dat opgericht werd op 26 augustus 1899.

## Geschiedenis
Al in 1898 werd er een fanfare "Arbeid Adelt" te Leest opgericht, maar op 26 augustus 1899 zag nog een andere fanfare het levenslicht. De tweede fanfare kreeg de naam Fanfare "Sint-Cecilia". Als eerste dirigent werd Louis Verbeeck aangesteld. Deze werd opgevolgd door zijn zoon, Ferdinand Verbeeck. En Ferdinand Verbeeck was de vader van de Belgische componist en dirigent Frans Ludo Verbeeck, ook bekend onder zijn pseudoniem Randy Beck.
Onder leiding van Ferdinand Verbeeck werd er aan heel wat wedstrijden deelgenomen en werden vele medailles behaald. De volgende dirigent was vanaf 1938 Rik De Bruyn en onder zijn leiding kende het korps na de Tweede Wereldoorlog een eerste periode van grote muzikale bloei: ruim twintig eerste prijzen werden behaald op muziekwedstrijden, waarvan de meeste met lof van de jury. De fanfare "St. Caecilia" Leest kreeg meer en meer bekendheid, ook ver buiten de eigen omgeving.
In 1951 werd aan de vereniging het predicaat Koninklijk verleend. Tijdens de Wereldtentoonstelling van 1958 te Brussel concerteerde het orkest in het Heizelcomplex.
Van maart 1965 tot 1973 werd Theo Fierens dirigent van het fanfareorkest. Die werd in 1973 opgevolgd door Frans Dierickx, toen dirigent en solotrombonist bij het Nationaal Orkest van België. Dierickx vervulde deze functie tot december 1975. Daarna kwam Rik De Bruyn terug als dirigent tot september 1976.

## Provinciaal en wereldkampioen
In 1976 werd Jean-Pierre Leveugle als dirigent aangetrokken. In 1976 werd de fanfare provinciaal kampioen in de derde afdeling en in 1977 provinciaal kampioen in de tweede afdeling. Onder zijn leiding werd de fanfare tweemaal wereldkampioen, op het 8e en 9e Wereld Muziek Concours te Kerkrade in respectievelijk 1978 en 1981. Niet alleen de jury was onder de indruk van de prestatie, ook de Nederlandse pers had veel lof.
Jean-Pierre Leveugle werd als dirigent van de fanfare opgevolgd door Frans Violet. Met deze dirigent nam de fanfare in 1993 deel aan het 12e Wereld Muziek Concours te Kerkrade, waar het 299 punten behaalde, goed voor een 1e prijs en vice-wereldkampioen in de 2e afdeling van de sectie fanfare. Frans Violet werd opgevolgd door de tegenwoordige dirigent Johan De Win. In 2003 herhaalde men het provinciale kampioenschap en werd vice-Belgisch kampioen in de ere-afdeling.

## Tegenwoordig
De vereniging beschikt naast het fanfareorkest over een drumband, opgericht in 1975 op initiatief van Jean-Pierre Leveugle en over een jeugdfanfare.

## Dirigenten
- 1899-???? Louis Verbeeck
- ????-1938 Ferdinand Verbeeck
- 1938-1965 Rik De Bruyn
- 1963-1973 Theo Fierens
- 1973-1975 Frans Dierickx
- 1976-1976 Rik De Bruyn
- 1976-???? Jean-Pierre Leveugle
- ????-1994 Frans Violet
- 1994-2010 Johan De Win
- 2010- Walter Van de Venne